# ريناتو أوقستو
ريناتو أوقستو (بالبرتغالية: Renato Augusto Santos Júnior‏) هو لاعب كرة قدم برازيلي، ولد في 29 يناير 1992 في Caieiras ‏ في البرازيل. لعب مع موريرينسي ونادي بالميراس ونادي بونتي بريتا ونادي جوينفيل.

## وصلات خارجية
- ريناتو أوقستو على موقع رابطة كرة القدم اليابانية للمحترفين (اليابانية)
- ريناتو أوقستو على موقع قاعدة بيانات كرة القدم.إي يو (الإنجليزية)
- ريناتو أوقستو على موقع Soccerway.com (الإنجليزية)
- ريناتو أوقستو على موقع عالم كرة القدم.نت (الإنجليزية)